# Christopher Durang
Christopher Ferdinand Durang (Montclair, 2 gennaio 1949 – Pipersville, 2 aprile 2024) è stato un attore, drammaturgo, sceneggiatore e librettista statunitense.

## Biografia
Il suo lavoro di commediografo fu premiato nel 2013 con il Tony Award alla migliore opera teatrale per Vanya and Sonia and Masha and Spike e nel 2006 egli fu candidato al Premio Pulitzer per la drammaturgia.
Morì a Pipersville, un centro abitato nella contea di Bucks in Pennsylvania, il 2 aprile 2024 all'età di 75 anni.

## Vita privata
Legato sentimentalmente all'attore John Augustine dal 1986, Durang sposò il compagno nel 2014.

## Filmografia parziale

### Attore
- Catholic Boys, diretto da Michael Dinner (1985)
- Il segreto del mio successo (The Secret of My Success), regia di Herbert Ross (1987)
- Moglie a sorpresa (HouseSitter), regia di Frank Oz (1992)

### Sceneggiatore
- Terapia di gruppo (Beyond Therapy), regia di Robert Altman (1987)
- Sister Mary Explains It All, regia di Marshall Brickman (2001)